# アメリカホド
アメリカホド（学名: Apios americana）は、マメ科ホドイモ属の植物。原産は北アメリカ大陸東部で、日本には明治時代中期に導入された。英名はポテトビーン (potato bean) 、インディアンポテト (Indian potato) 、グラウンドナッツ (ground nut) 。日本では属名であるアピオスや、単にホド（ホドイモ）ともよばれる。日本には在来種であるホドイモ (Apios fortunei) が存在するが、多くは野生で栽培はごく一部にとどまり、東北地方を中心に作物として主に栽培されているのはアメリカホドである。

## 特徴

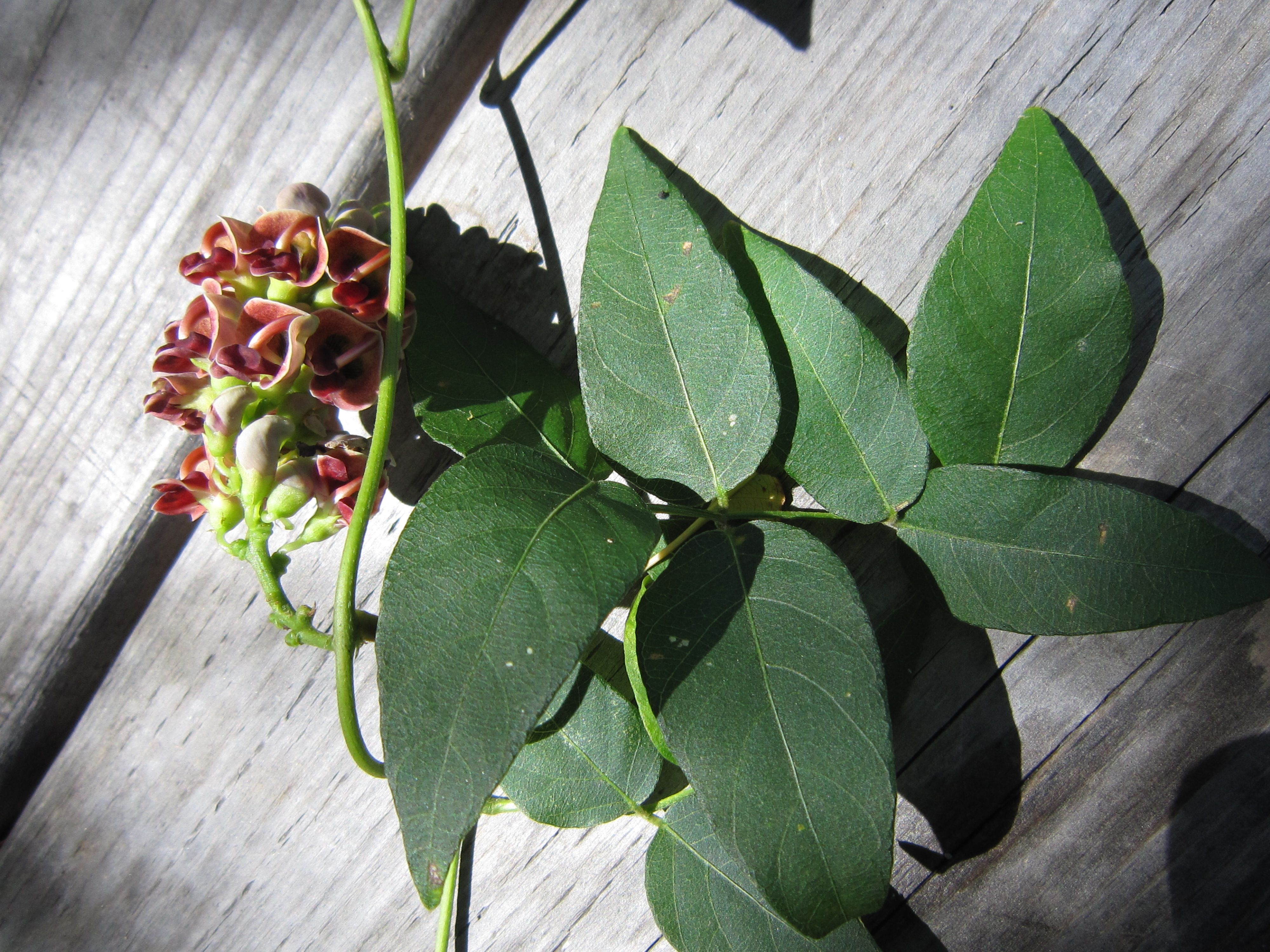
葉

多年草であり、つる性で、高さは2メートル (m) から4 mに達する。葉は、羽状複葉で、5 - 7枚の薄い小葉をもつ。花期は夏である。花序には、10 - 40個の蝶形花を密集してつける。花の外面は緑白色、内面は紫褐色になる。翼弁と舟弁は曲がりくねっていて色が濃い。花にスミレのような芳香があり、見た目の美しさから観賞用にもなる。果実は細長く、長さ5 - 10センチメートル (cm) になる。果実は1列に並び、熟すとさやが裂けてらせん状によじれる。地下には、数節にくびれた塊茎がある。

## 栽培
アピオスは初夏に種芋を植え付け、秋に新しいイモを収穫する。栽培の難度はふつうで、輪作の年限は3 - 4年とされる。つる性で夏によく伸びるので、高めの支柱を立ててつるを誘引して育てる。雑草対策として、藁や刈草でマルチングするとよい。病虫害による被害は少ない方である。
種芋を植え付ける前の畑には堆肥などをすき込んで畝をたてておき、株が広がるので種芋は50 cm以上の間隔を取って植え付ける。支柱の長さは150 cm以上が望ましく、つるを誘引するためのネットを張っておく。夏のあいだは、つるが伸びて葉が茂る。植え付け後から1.5か月以降は、株間にぼかし肥や鶏糞などで追肥を行ない、株元に土寄せをする。花が咲いたらまめに摘み取ると、株が疲れない。イモの収穫は葉が黄変するころに適期を迎える。地上部が枯れてから霜が降りる前に掘り上げ、地中で根が広がっているので、株のまわりから根につながった状態のイモを探り堀りして収穫する。掘ったイモは、土に埋め戻しておけば初春まで貯蔵することもできる。掘らずに貯蔵して、翌春になってから収穫してもよい。

## 人間の利用

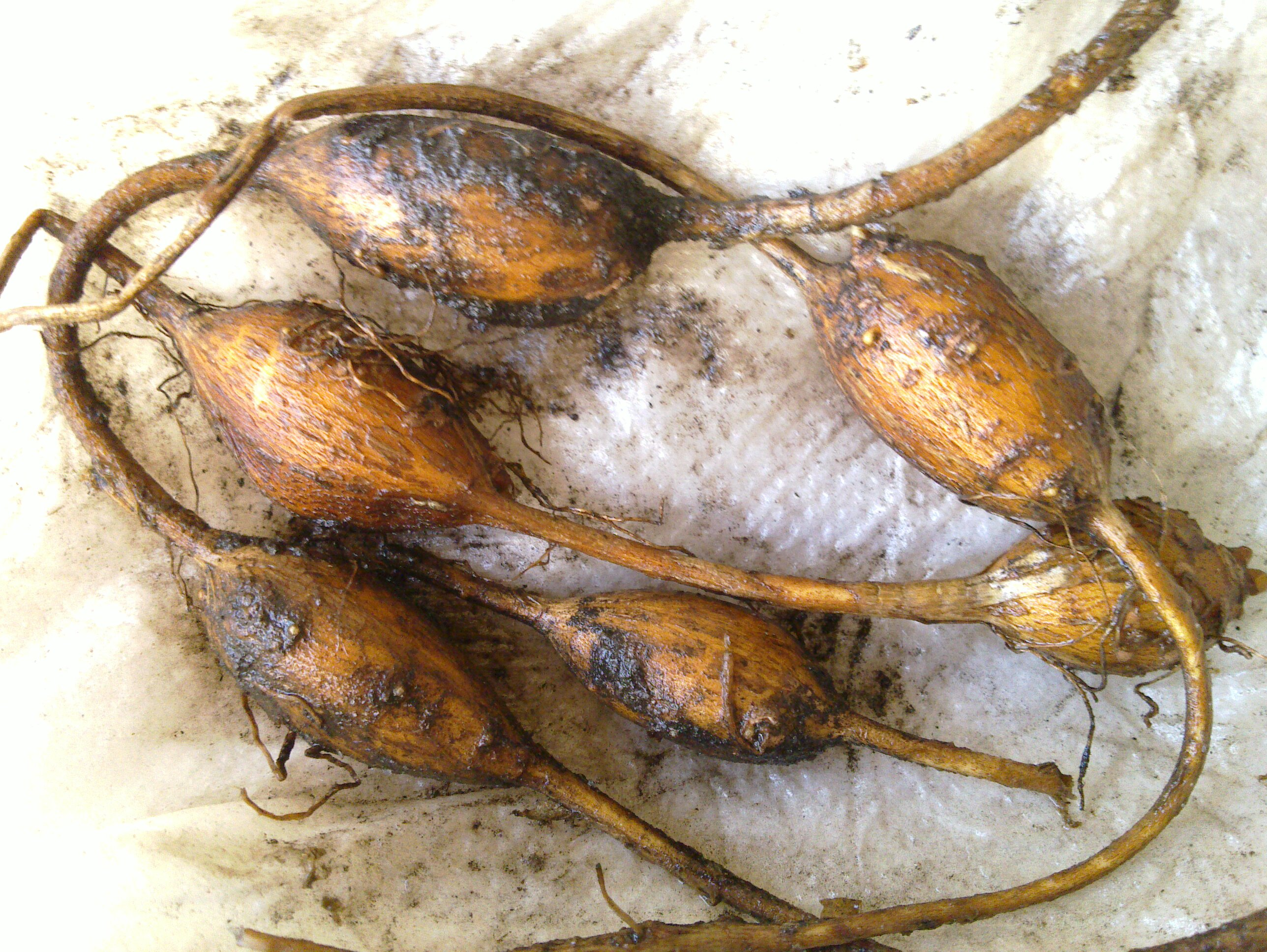
塊茎

マメ科であるが、秋に地上部が枯れてから地下で根茎がのびた先に数珠つなぎでできる塊茎（イモ）を食用とする。くびれた塊茎は、20個ほどになることもある。大きさは直径2 cmから8 cmほどである。イモをそのまま茹でる・蒸すなど加熱して、煮たり焼き芋やてんぷらなどで食する。加熱すると食味はホクホクした食感で薄い甘味があり、ピーナッツとイモの中間のような味、あるいはジャガイモとサツマイモの中間的な味がする。栄養価が高く、カルシウムはジャガイモの30倍、鉄分は4倍ほど含まれる。またイソフラボン、食物繊維、ビタミンEも豊富である。
マメ科のイモなのでポテトビーンとの異名があり、またネイティブ・アメリカンにとっての貴重な食料であったためインディアンポテトの名がある。日本での主産地は青森県であり、七戸町、佐井村、むつ市などで生産量が多い。
イモは食用にするほか、漢方の生薬としても使われる